# Лукьянов, Николай Иванович
Николай Иванович Лукьянов (1861 — 1937) — главный инспектор по пересылке арестантов и заведующий этапно-пересыльной частью Главного штаба (1907–1918), генерал-лейтенант (1913).

## Биография
Происходил из дворян Тульской губернии. Отец — действительный статский советник, после выхода в отставку управлял имением в Веневском уезде Тульской губернии. Сын воспитывался и получил образование в Санкт-Петербургской военной гимназии и Николаевском кавалерийском училище. На военной службе с 10 октября 1880. Был командиром эскадрона 13-го уланского Владимирского полка, в ноябре 1885 переведён в Главный штаб, сначала чиновником для поручений (четыре года), затем адъютантом начальника Главного штаба (13 лет) и только с мая 1903 стал начальником отделения этого учреждения. С 21 июня 1907 по 3 мая 1918 — главный инспектор по пересылке арестантов. Сохранил свою должность и после отречения царя, 12 марта 1917 присягнул Временному правительству, к Октябрьской революции также отнесся лояльно и был уволен от службы только приказом комиссара Главного управления мест заключения (ГУМЗ). Работал во Всероглавштабе и Штабе РККА. С 1926 на пенсии, проживал в Ленинграде. 3 марта 1935 арестован в рамках Кировского потока и 9 марта 1935 выслан в Куйбышев, где и скончался.

### Чины
- корнет (старшинство 7 августа 1882);
- поручик (старшинство 24 февраля 1883);
- штабс-ротмистр (старшинство 30 августа 1890);
- ротмистр (старшинство 6 декабря 1894);
- полковник (старшинство 6 декабря 1899);
- генерал-майор (старшинство 31 мая 1907);
- генерал-лейтенант (старшинство 31 мая 1913).

### Награды
- орден Святой Анны 3-й степени (1902);
- орден Святого Владимира 3-й степени (1908);
- орден Святого Станислава 1-й степени (1911).
- орден Святой Анны 1-й степени (1914);
- орден Святого Владимира 2-й степени (1915);
- орден Белого орла (6 декабря 1916)[1].